# Тивяков, Сергей Николаевич
Серге́й Никола́евич Тивяко́в (род. 14 февраля 1973, Краснодар) — нидерландский, ранее советский, российский, шахматист, гроссмейстер (1991).

## Биография
В начале 1980-х занимался в Краснодаре в секции шахмат у заслуженного межд. мастера по шахматам, позже — заслуженного тренера РФ Ореста Николаевича Аверкина.
Победитель олимпиады 1994.
По итогам отборочного турнира по версии ПША, проводившегося в Гронингене в 1993 году, получил право участия в матчах претендентов. В четвертьфинальном матче претендентов по версии ПША (Нью-Йорк, 1994) в упорной борьбе уступил англичанину Майклу Адамсу 6.5:7.5, причем после 8 основных партий счет был равный 4:4. Все решил тай-брейк из 6 дополнительных партий с укороченным контролем времени: 2.5:3.5 в пользу Адамса.
Чемпион Европы (2008).
14 апреля 2012 года победил чемпиона мира Виши Ананда.